# Robert Nadeau
Pour les articles homonymes, voir Nadeau.
Robert Nadeau, né à Montréal en 1944, est un épistémologue spécialiste de la philosophie des sciences, de la philosophie des sciences sociales et de la méthodologie économique. Professeur titulaire au département de philosophie de l'Université du Québec à Montréal (UQAM). Il est notamment l'auteur du Vocabulaire technique et analytique de l'épistémologie, considéré dans le monde francophone comme un ouvrage de référence et directeur-fondateur des Cahiers d'épistémologie.

## Études
Robert Nadeau fait son cours classique au Collège Sainte-Croix, à Montréal, et y obtient le baccalauréat ès arts (B.A.) en 1964. Il fait ensuite des études en philosophie à l'Université de Montréal (B.Ph. 1966, M.A. Ph. 1967), et à l'Université de Paris-X, Nanterre, où il rédige une thèse doctorale intitulée « La pensée du langage. Essai sur Ernst Cassirer », sous la direction de Paul Ricœur, puis obtient un doctorat en philosophie (Ph.D.) en 1973.
Il a obtenu plusieurs bourses d'excellence, dont une bourse de doctorat du Conseil des Arts du Canada (1967-71), une bourse France-Québec (1968-71) et deux bourses de travail libre (années sabbatiques) du Conseil de recherches en sciences humaines du Canada en 1979 et 1986.

## Professeur titulaire, UQAM
Robert Nadeau devient professeur au département de philosophie de l'Université du Québec à Montréal en 1971 et obtient le rang de professeur titulaire en 1985. « Le professeur titulaire occupe le rang le plus élevé des rangs professoraux; il a fait preuve par son rayonnement de la haute qualité de ses contributions à l'enseignement, à la recherche et aux services à la collectivité en milieu universitaire »,.
Son domaine d’expertise est celui de l’épistémologie, particulièrement la philosophie des sciences sociales et la méthodologie économique.
Le professeur Nadeau a été Directeur du département de philosophie de l’UQAM de 1996 à 2002 et membre du Conseil académique de la Faculté des sciences humaines de l’UQAM de 1999 à 2002.

## Contribution à la recherche
En 1980, Robert Nadeau fonde et dirige pendant 25 ans le Groupe de recherche en épistémologie comparée (GREC), un collectif interdisciplinaire qui a regroupé des chercheurs universitaires non seulement du Canada mais aussi de plusieurs pays occidentaux.
Reconnu comme « équipe de recherche inter-universitaire » en 1988, le GREC obtient une subvention annuelle du Fonds québécois de recherche sur la société et la culture jusqu'à la fin de ses activités en 2005.

## Les Cahiers d'épistémologie
Dans le cadre des activités du GREC, le professeur Nadeau crée en 1981 les Cahiers d'épistémologie, publiés jusqu'en 2005. Depuis 1996, les 333 numéros des Cahiers sont accessibles sur le site Internet du Département de philosophie de l'UQAM. Les Cahiers sont également déposés à Bibliothèque et Archives nationales du Québec.
Parmi les nombreux chercheurs de renom qui ont contribué à la rédaction du contenu des Cahiers d'épistémologie, on note Christian Arnsperger, Philippe Mongin, Philippe Nemo, Bruce J. Caldwell (en), Peter Boettke, Marcello Messori (it), Jean-Pierre Cometti, Claude Panaccio, Gilles Dostaler et Paul Dumouchel, Steven Horwitz (en), Jean Eisenstaed, Josiane Boulad-Ayoub, Christian Brassac.

## LeVocabulaire technique et analytique de l'épistémologie
L'activité du GREC a par ailleurs permis la réalisation d'un ouvrage de référence majeur dirigé par le professeur Nadeau : le Vocabulaire technique et analytique de l'épistémologie,,.
Cité près de 100 fois dans diverses publications selon le moteur de recherche Google Scholar, le Vocabulaire répertorie quelque trois mille termes clés et expressions employés par les philosophes quand ils font la critique des sciences, naturelles, formelles, humaines ou sociales. Il propose « (…) une description rigoureuse de l'espace notionnel de l'épistémologie contemporaine. Ainsi toutes les publications majeures de langue française et anglaise de Pierre Duhem à Bas Van Fraassen, ont été compulsées, les diverses modulations des concepts examinés ont été recensées ».
« Cette recherche lexicographique en philosophie, et particulièrement en épistémologie, est moins un dictionnaire, déroulant un ensemble de lexèmes avec leur définition complète, qu'un véritable Vocabulaire où sont mis en évidence les termes utilisés par les épistémologues, avec une description précise de leur usage actuel. Scientifiques et philosophes y trouveront leur part. Ce livre est assurément précieux et on ne pourra qu'être sensible au soin qui lui a été apporté lors de sa réalisation. C'est en ce sens qu'il s'impose comme un ouvrage de référence dans le domaine. »
— Nicolas Monseu, Université de Louvain.
« On pourra être d’accord ou en désaccord avec certains « choix éditoriaux » de la part de l’auteur, il n’en demeure pas moins que cet ouvrage sera d’une grande utilité à quiconque veut s’instruire des thèmes reçus de la philosophie des sciences, des notions qui y sont mises en jeu et des problématiques qui les englobent. On remarquera cependant que les traités sur lesquels s’appuie en grande partie le Vocabulaire technique et analytique de l’épistémologie sont tous parus avant 1980, de sorte que l’ouvrage souffre déjà du long labeur qui lui a donné jour. S’il est incomplet plus que « par principe », il demeure effectivement « perfectible et remaniable à volonté », de sorte que les bases sont d’ores et déjà posées pour une éventuelle reconfiguration qui fasse plus ample accueil à l’espace conceptuel récent en philosophie des sciences. »
— Jean Leroux, Université d'Ottawa.
« Le corpus considéré est vaste et il s'étend de 1902 à aujourd'hui, étant entendu que ce genre de travail doit demeurer ouvert. Les travaux des philosophes de l'École française (Duhem, Poincaré et autres) ont été compulsés, de même que ceux des penseurs rattachés au Cercle de Vienne (Carnap, Russell, Wittgenstein), à l'École de Berlin, au pragmatisme américain (Dewey, Peirce) et, surtout, ceux des philosophes anglo-saxons se réclamant du néo-positivisme ou qui s'en sont faits les critiques (Popper, Quine et autres). (…) Fait à signaler: s'il faut se fier à Nadeau lui-même, «il n'existe à proprement parler aucun ouvrage comparable au nôtre sur le marché actuel de l'édition». Il n'est pas difficile de le croire quand on constate l'ampleur du travail réalisé ici. »
— Louis Cornellier, Le Devoir.

## Professeur invité, France
De 1991 à 2004, Robert Nadeau a été professeur invité aux universités de Paris et de Nice dans le cadre de programmes d'études approfondies :
- DEA diplôme d'études approfondies « Histoire de la pensée et méthodologie économiques » de l'université de Paris I Panthéon-Sorbonne Dir. Hubert Brochier, octobre-décembre 1991.
- DEA diplôme d'études approfondies de Philosophie économique de l’université d’Aix-Marseille III, Aix-en-Provence, Dir. : Alain Leroux, avril 1999.
- LATAPSES (Laboratoire Analyse des Transformations de l'Appareil Productif et des Stratégies Economiques Sectorielles) (groupe de recherche « Histoire de la pensée et méthodologie économique », C.N.R.S., Dir. Richard Arena), université de Sophia-Antipolis/ université de Nice, mai 2001.
- DEA  diplôme d'études approfondies « Histoire de la pensée et méthodologie économiques » du GRESE, université de Paris I, Dir. : Annie Cot, mars-avril 2004.

## Engagement dans la collectivité et rayonnement universitaire
Robert Nadeau s'est engagé dans la collectivité et le milieu universitaire québécois et canadiens. Il a ainsi exercé un leadership dans des sociétés savantes, des associations universitaires, des comités et conseils académiques et organisé plusieurs colloques et conférences.
- Vice-président de la Société de Philosophie du Québec (1978);
- Membre du Comité exécutif et du Conseil d'administration de la Société Canadienne d'Histoire et Philiosophie des Sciences (1986-89);
- Membre du conseil d'administration et du comité exécutif de l'Association canadienne de philosophie (ACP): vice-président (1987-88), président (1988-89), président sortrant (1989-90).
- Vice-président, président, puis président sortant de la Fédération canadienne des études humaines (1991-95).
- Rapporteur pour les revues Philosophy of Science, Dialogue, Philosophy of the Social Sciences, International Studies in Philosophy of Science, Philosophiques, Philosophical Archives, Recherches économiques de Louvain, http://www.weboeconomia.org Œconomia], L’Actualité économique, Ethica, Revue économique, Laval théologique et philosophique, Économie et Institutions.
- Président du comité des nominations de l’Association canadienne de philosophie (ACP), 1998-99.
- Membre du comité scientifique de la Revue de philosophie économique (Dir. Alain Leroux), Groupement de recherche en économie quantitative d'Aix-Marseille III; éditeur : De Boek Université), 1999-
- Membre du Comité scientifique du Centre de recherche en philosophie économique (CREPHE) de l’École supérieure de commerce de Paris ESCP-EAP (Paris), nommé en avril 2001.
- Chercheur membre du CIRST Centre interuniversitaire de recherche sur la science et la technologie, élu le 11 avril 2001.